# مايكل بالين
مايكل بالين (بالإنجليزية: Michael Palin)‏ (و. 1943  م) هو ممثل، وممثل هزلي، وكاتب سيناريو، وكاتب يوميات، ومغني، وممثل أفلام، ومقدم تلفزيوني، من المملكة المتحدة.

## التعليم
تعلم في كلية براسينوز ‏، ومدرسة شروزبري ‏، وBirkdale School ‏.

## جوائز وترشيحات
حصل على جوائز منها:
- الميدالية الذهبية (2013)
- جائزة زمالة الأكاديمية البريطانية لفنون السينما والتلفزيون (2012)
- جائزة البافتا لأفضل ممثل في دور ثانوي، عن عمل: سمكة تُدعى وندا (1988)
- قائد وسام الامبراطورية البريطانية
- جائزة جيمس جويس [الإنجليزية]‏.

ترشح لـ:
- جائزة زمالة الأكاديمية البريطانية لفنون السينما والتلفزيون (2012)
- جائزة الأكاديمية البريطانية للتلفاز عن فئة أفضل ممثل [الإنجليزية]‏، عن عمل: G.B.H. (TV series) [الإنجليزية]‏ (1991)
- جائزة البافتا لأفضل ممثل في دور ثانوي، عن عمل: سمكة تُدعى وندا (1988)
- BAFTA Award for Best Original Song  [لغات أخرى]‏، عن عمل: Every Sperm Is Sacred [الإنجليزية]‏ (1983).

## أعماله
- البرازيل

## وصلات خارجية
- مايكل بالين على موقع IMDb (الإنجليزية)
- مايكل بالين على موقع الموسوعة البريطانية (الإنجليزية)
- مايكل بالين على موقع روتن توميتوز (الإنجليزية)
- مايكل بالين على موقع مونزينجر (الألمانية)
- مايكل بالين على موقع ألو سيني (الفرنسية)
- مايكل بالين على موقع ميوزك برينز (الإنجليزية)
- مايكل بالين على موقع أول موفي (الإنجليزية)
- مايكل بالين على موقع قاعدة بيانات برودواي على الإنترنت (الإنجليزية)
- مايكل بالين على موقع قاعدة بيانات الأفلام السويدية (السويدية)
- مايكل بالين على موقع إن إن دي بي (الإنجليزية)